# Ramón Souto
Ramón Souto Caride (nacido el 21 de abril de 1976 en Vigo) es un compositor español. Es el director artístico desde los inicios del proyecto Vertixe Sonora Ensemble.

## Biografía
Tras haberse graduado en el C.S.M. de Vigo y en el C.L.E.M. de Barcelona, colabora con la compañía de teatro Artello, haciendo la música para sus espectáculos De fábula y Polgariño & Cía.
Se incorporó a la plataforma experimental B.A.U.R. participando en hechos que alternan la improvisación libre, rock progresivo o free jazz.
Paralelamente presenta su obra en encuentros y festivales de mayor importancia como el Encuentro de Compositores Iberoamericanos Injuve, Villafranca, Acanthes, Festival de Música Española de Cádiz, en este último siempre recibiendo un reconocimiento unánime y premios como la mención del honor en el 2008 Ossia International Composition Competition (Nueva York).
Tiene un estrecho vínculo a la colaboración con intérpretes como: Yi-Chung Chen, Juan Carlos Garvayo, Donatienne Michel-Dansac... Y poetas como Jorge Riechmann...
Actualmente es profesor de música en el IES de Mos (Mos, Pontevedra).

## Obra
Su estilo se alimenta y confronta numerosas influencias artísticas y pensamientos divergentes en el ánimo de recoger todos los usos de lo humano y extender y explicarse un tiempo. Esa búsqueda de modo constante reformulación se acerca a lo audible sin prejuicios, con una marcada conciencia expresiva y un sentimiento hondo de la belleza, la transgresión, el límite...

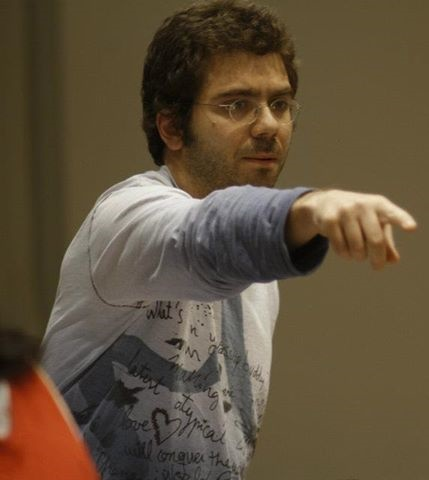
Ramón Souto en un concierto.

- Orquesta: Todo lo que le hice a TOTOLA aquella noche
- Ensemble instrumental: Sexteto, In Sospenso, Fricción, Construcción de un verso, Hikmet habitado. Detrito monocromía, Apertas para Matta-Clark, Durban.
- Obras de un solo instrumento: Mi gran dolor americano.
- Obras vocales:
- .Coro mixto a capela: 2 poemas corales, 6 primeros poemas, juegos de niños y Quer pouco.
- .Voz y piano: Dos poemas y 5 canciones.
- Electroacústica: Backettianas 1 y 2.
- Música para teatro: De fábula y polgariño.
- Proyectos: Vertixe Sonora Ensemble[3]

## Filmografía
- Correspondencias Sonoras[4][5] (2013) por Manuel del Río.